# 格拉斯科 (堪薩斯州)
格拉斯科（英語：Glasco）是一個位於美國堪薩斯州克勞德縣的城市。

## 地方資料
根據2020年美國人口普查的數據，格拉斯科的面積為0.86平方千米，當中陸地面積為0.86平方千米，而水域面積為0.00平方千米。當地共有人口441人，而人口密度為每平方千米512.79人。